# Korosten'
Korosten' (in ucraino: Коростень) è una città ucraina (56 073 abitanti), nel distretto di Korosten', nell'oblast' di Žytomyr. Ospita l'amministrazione del distretto di Korosten' e della comunità territoriale di Korosten', una delle comunità territoriali dell'Ucraina..
Fino al 18 luglio 2020 Korosten' costituiva una città di rilevanza regionale e non apparteneva ad alcun distretto, anche se era il centro amministrativo del distretto di Korosten'. Come parte della riforma amministrativa dell'Ucraina, che ridusse a quattro il numero di distretti dell'oblast' di Žytomyr, la città fu integrata nel distretto di Korosten'.